# Moustrou
Pour les articles homonymes, voir Moustrou.
Moustrou est une ancienne commune française du département des Pyrénées-Atlantiques. Le 22 mars 1842, la commune fusionne avec Piets et Plasence pour former la nouvelle commune de Piets-Plasence-Moustrou.

## Géographie
Moustrou est située au nord-est du département, au nord du Béarn et de la ville de Pau, éloignée de vingt kilomètres.

## Toponymie
Le toponyme Moustrou apparaît sous les formes 
Monstrou (1128, titres d'Aubertin), 
Mostror (1131, cartulaire de Morlaàs), 
Mostroo (1385, censier de Béarn), 
Mostruoo (1504, notaires de Garos) et 
Monstroo (1538, réformation de Béarn).

## Histoire
Paul Raymond note qu'en 1385, Moustrou comptait 26 feux et dépendait du bailliage de Garos. La baronnie de Moustrou fut érigée en 1647. Elle était vassale de la vicomté de Béarn et comprenait Arget et Moustrou.

## Démographie
| 1793 | 1800 | 1806 | 1821 | 1831 | 1836 |
| ---- | ---- | ---- | ---- | ---- | ---- |
| 97   | 98   | -    | 92   | 109  | 107  |

## Culture locale et patrimoine

### Patrimoine civil
L'ensemble fortifié (église, basse-cour, motte et fossé) date des Xe et XIe siècles.
La demeure, dite château de Moustrou, fut érigée au XVIIe siècle et remaniée aux siècles suivants. Elle recèle du mobilier inventorié par le ministère de la Culture.

### Patrimoine religieux
La chapelle Saint-Michel, sise au lieu-dit le Château, date des XVe et XVIe siècles. On y trouve des objets et du mobilier inventoriés par le ministère de la Culture.

## Pour approfondir